# 23 августа (стадион)
Стадион 23 августа (исп. Estadio 23 de Agosto) — аргентинский спортивный стадион, расположенный в городе Сан-Сальвадор-де-Жужуй на северо-западе страны. Названа по имени так называемого Жужуйского исхода — эпизода войны за независимость Аргентины. Иногда стадион называют по ошибке Тасида-де-Плата (исп. Tacita de Plata), путая его с прозвищем города. Вместимость стадиона составляет 24 тысячи человек, сам он был построен в 1973 году и реконструирован в 2009—2011 годах к Кубку Америки (расширены четыре трибуны и улучшены помещения).

## Известные матчи
Первый матч прошёл 18 марта 1973 года между хозяевами — «Химнасия де Хухуй» — и клубом «Велес де Катамарка» (победа хозяева 2:0), на матче присутствовали 23 200 зрителей.
Кубок Америки 2011
| Дата   | Время (UTC−3:00) | Группа   | Хозяева  | Счёт | Гости      | Зрителей |
| ------ | ---------------- | -------- | -------- | ---- | ---------- | -------- |
| 2 июля | 15:30            | Группа A | Колумбия | 1:0  | Коста-Рика | 22 500   |
| 7 июля | 19:15            | Группа A | Боливия  | 0:2  | Коста-Рика | 22 700   |

## Автобусные маршруты
- Unión-Bus : 18A, 18B, 14C, 14B, 13A
- El Urbano : 13A, 13B, 10C, 7C
- Pal Bus : Palpalá, 18 Hec., 30 Hec.
- Santa Ana: 7B, 16A